# イェニカプ駅
イェニカプ駅（イェニカプえき、トルコ語: Yenikapı Tren İstasyonu）はトルコのイスタンブールファーティフにある、トルコ国鉄（TCDD）とイスタンブール地下鉄の駅。
TCDDのマルマライと、イスタンブール地下鉄のM1A・M1B号線・M2号線の4路線が乗り入れ、接続駅となっている。

## 歴史
1872年7月22日に前身となる旧イェニカプ駅が開業したが、マルマライの建設は2004年5月にイェニカプにて開始された。新イェニカプ駅は旧駅のすぐ北に建設され、ボスポラス海峡トンネルの一駅として地下駅として建設された。イェニカプ駅は2009年12月に完成する予定であったが、建設現場で考古学的な遺物が多数発見されたことによりプロジェクトは4年遅れた。 また、2008年にイスタンブール地下鉄のM2号線とM1号線を南に延長する計画が確定し、南端でイェニカプに接続することが確定した。 M2号線の南側延長の建設は、2009年1月に金角湾を渡る金角湾メトロ橋で開始された。2010年8月に開業する予定であったが、マルマライの遅延のためイスタンブール地下鉄の駅も2014年まで開業しなかった。マルマライは2013年10月29日に開業した。その後M2号線が2014年2月15日、M1号線が同年11月9日に続いて開業した。

## 駅構造

### TCDD
島式ホーム1面2線を有する地下駅。

#### のりば

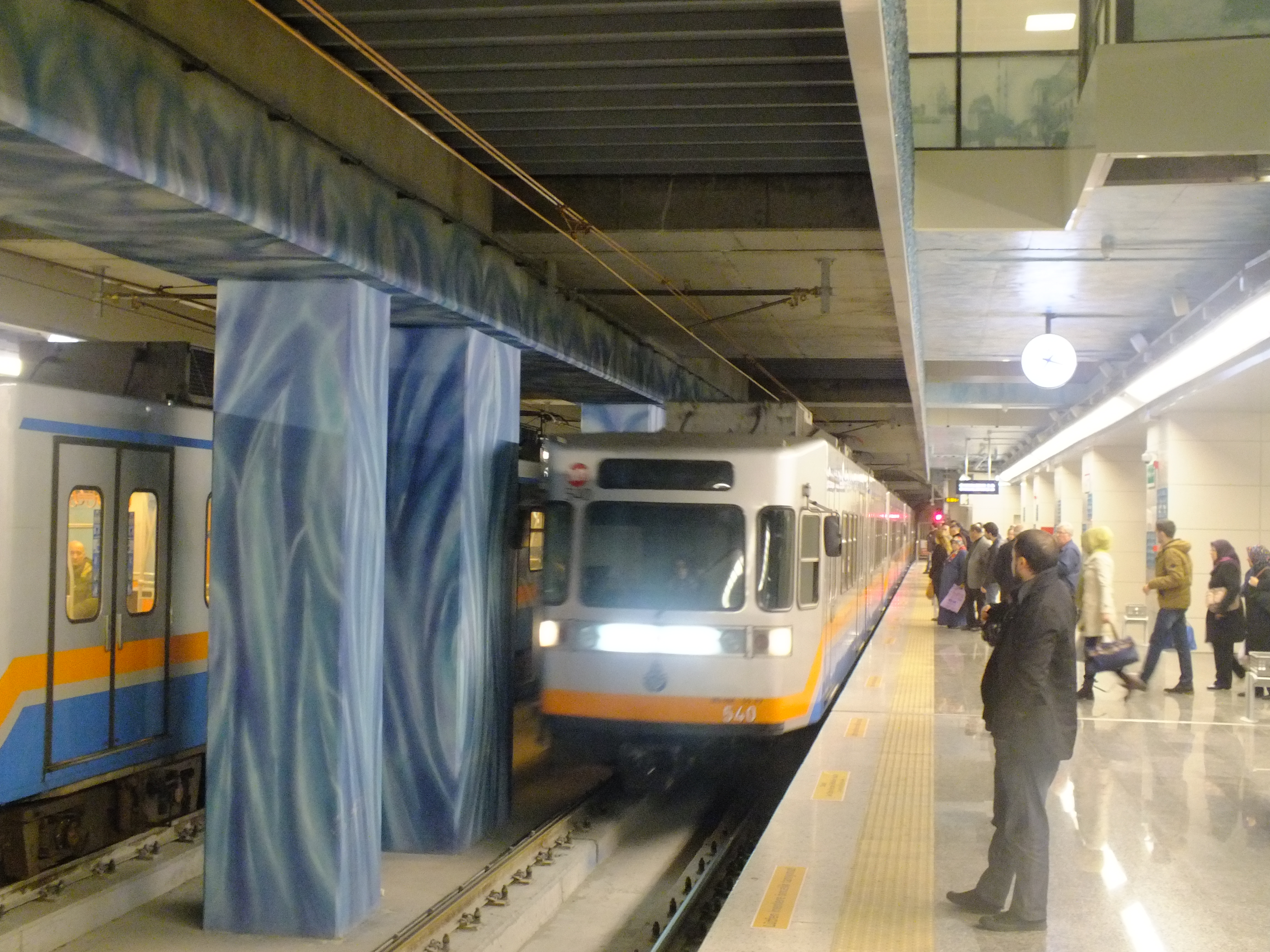
M1号線ホーム
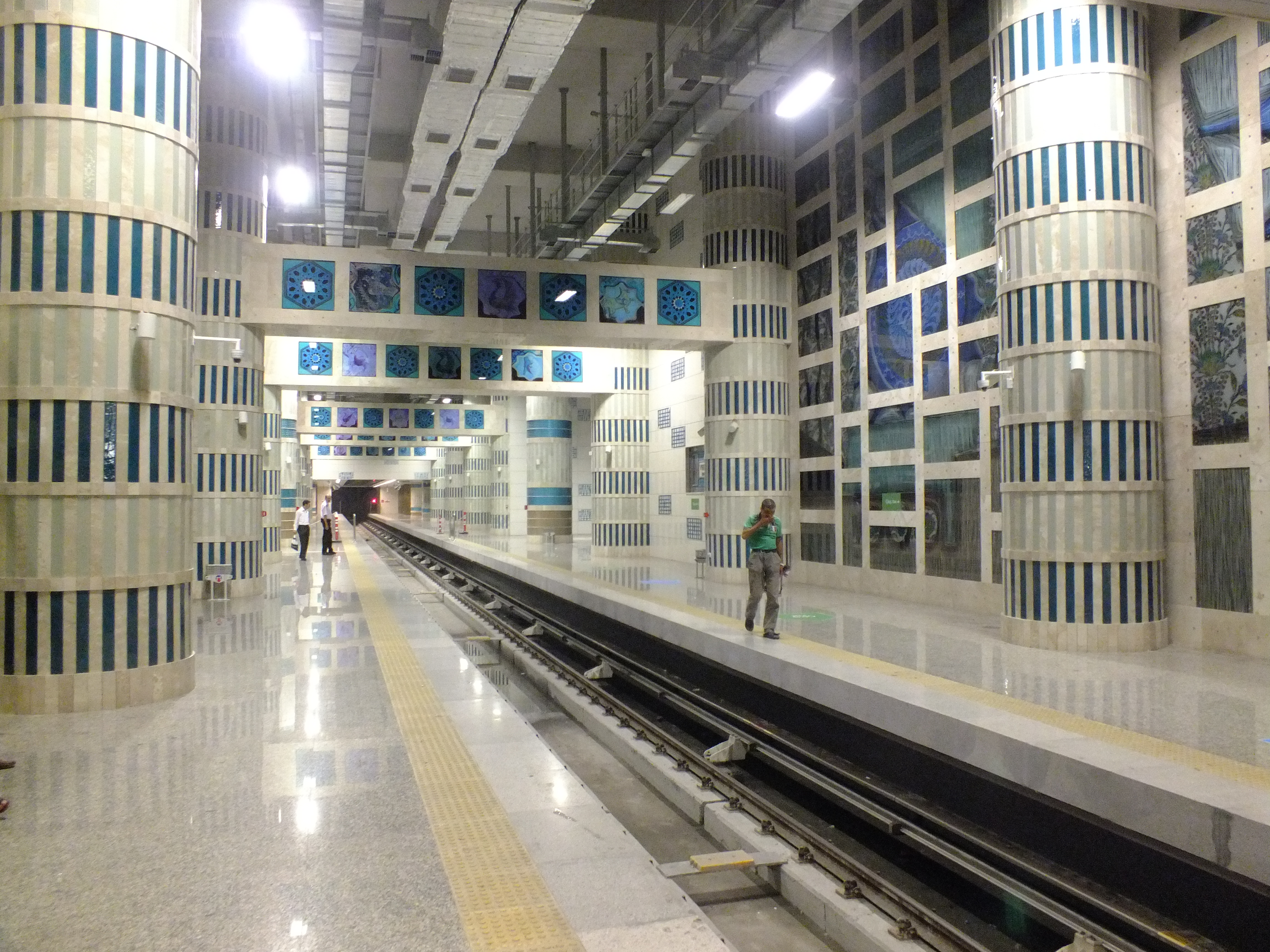
M2号線ホーム

| カズルチェシュメ ↑ \| 2 1 \| ↓ シルケジ | 1 | マルマライ | （西方面） | カズルチェシュメ・バクルキョイ・ハルカル方面   |
| カズルチェシュメ ↑ \| 2 1 \| ↓ シルケジ | 2 | マルマライ | （東方面） | ユスキュダル・ソウトリュチェシュメ・ゲブゼ方面 |

### イスタンブール地下鉄
M1A・M1B号線は相対式ホーム2面2線を有する地下駅で、東側ホームがM1A号線乗り場、西側ホームがM１B号線乗り場と分かれている。
M2号線は島式ホーム2面3線を有する地下駅で、中線のみに電車が発着する。ホーム階は天井が高く、壁や柱はトルコ石のタイルやセラミックスで装飾されている。

#### のりば
| M1号線ホーム                              |            |         |                                            |  |
| 東→ \| ←西 ↓ アクサライ                   | 東側ホーム | M1A号線 | オトガル・アタチュルク空港方面             |  |
| 東→ \| ←西 ↓ アクサライ                   | 西側ホーム | M1B号線 | オトガル・キラズル方面                     |  |
| M2号線ホーム                              |            |         |                                            |  |
| ウェズネジレル ↑ \| ←西 中→ \| ←中 東→ \| | 西側       | M2号線  | 未使用                                     |  |
| ウェズネジレル ↑ \| ←西 中→ \| ←中 東→ \| | 中線       | M2号線  | タクスィム・レヴェント・ハジュオズマン方面 |  |
| ウェズネジレル ↑ \| ←西 中→ \| ←中 東→ \| | 東側       | M2号線  | 未使用                                     |  |

- M1号線ホーム
- M2号線ホーム

## 利用状況
マルマライの駅に関しては2017年10月（カズルチェシュメ-アイルルク・チェスメシ間の区間運行・全線開業前時代）に１日平均50.615人の利用客がいた。

## 駅周辺

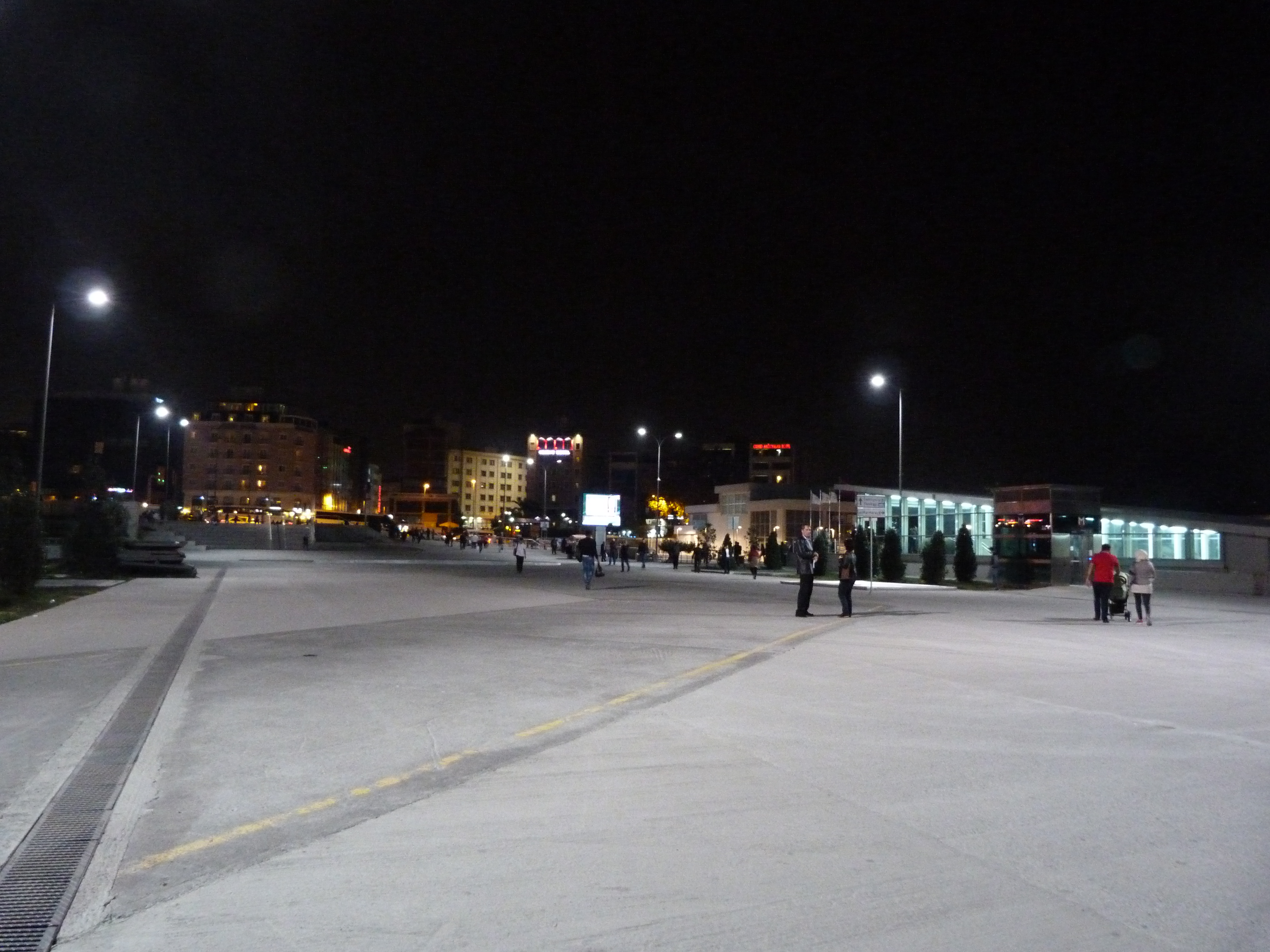
駅前の広場

- イェニカプ広場（トルコ語版）
- イェニカプ公園（Yenikapı Parkı）
- トルクメニスタン公園（Türkmenistan Parkı）
- イェニカプフェリーターミナル（トルコ語版、英語版）
- イェニカプ・イブラヒム・ジャーラー・モスク（Yenikapı İbrahim Çağlar Camii）
- タリヒ・ガル・カジノ（Tarihi Gar Gazinosu）
- グランド・ウナル・ホテル（Grand Ünal Hotel）
- ホテル・オリエント・ミントゥール（Hotel Orient Mintur）
- グランド サグランジャー ホテル（Grand Sağcanlar Hotel）

## バス路線
İETTの運行する30D, 31, 31Y, 33E, 36Y, 39, 39D, 39K, 41Y, 54Y, 55EY, 69A, 70FY, 70KY, 71AT, 72YT, 76A, 77, 81, 88A, 146T, 336Y, BN1, MR35が当駅周辺のバス停に停車する。

## 隣の駅
トルコ国鉄
 マルマライ
カズルチェシュメ駅 - イェニカプ駅 - シルケジ駅
イスタンブール地下鉄
 M1A号線・ M1B号線
イェニカプ駅 - アクサライ駅
 M2号線
イェニカプ駅 - ウェズネジレル駅